# Jorge Lavelli

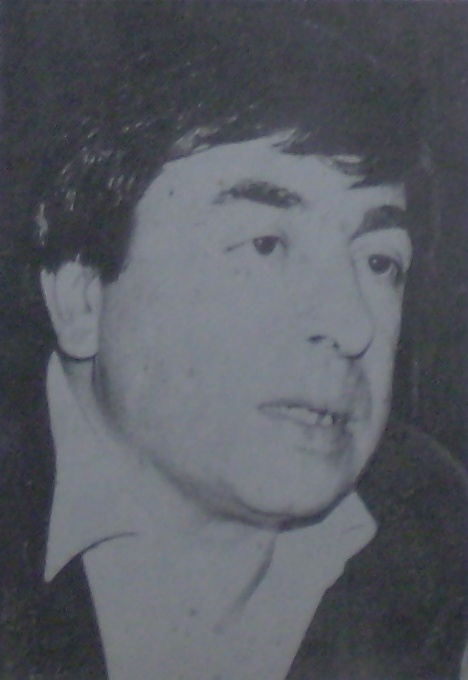
Jorge Lavelli

Jorge Lavelli (ur. 11 listopada 1932 w Buenos Aires, zm. 9 października 2023) – argentyński reżyser teatralny.

## Życiorys
W latach 1956–1960 był kierownikiem Teatro Olat w Buenos Aires, w 1960 przeniósł się do Francji, gdzie był stażystą Uniwersytetu Teatru Narodów i brał udział w międzynarodowych spotkaniach organizowanych przez Jeana Vilara w Awinionie. Współpracował z wieloma teatrami europejskimi, m.in. Théâtre National de la Colline w Paryżu. W 1963 wyreżyserował dramat Gombrowicza Ślub, w 1971 i 1989 wyreżyserował jego Operetkę. Reżyserował też inscenizacje dramatów Eugène Ionesco (Lekcja, 1962), Fernando Arrabala (Architekt i cesarz Asyrii, 1967), George'a Tabori, Edwarda Bonda, Arthura Schnitzlera i Sławomira Mrożka, realizując swoje idee teatru panicznego. Jest oficerem i kawalerem Legii Honorowej, Komandorem Orderu Sztuki i Literatury i kawalerem Narodowego Orderu Zasługi.